# Miriapode
Miriapodele (Myriapoda) reprezintă un taxon de artropode, care include milipede, centipede și etc. Grupul care cuprinde 13 mii de specii, în totalitate terestre. Deși numele lor sugerează că aceștia au peste o mie de picioare, numărul membrelor variază de la 10 până la cca 750 (Illacme plenipes), dar se întâlnesc specii care au și mai puțin de 10 picioare. Corpul este alungit, lungimea lui variind între câțiva milimetri și 30 cm (Scolopendra gigantea).
Fosile ale miriapodelor au fost găsite în Silurian, având o perioade de înflorire în Cambrian. 
 
Știința care se ocupă cu studierea miriapodelor se numește - Miriapodologia.

## Morfologie externă

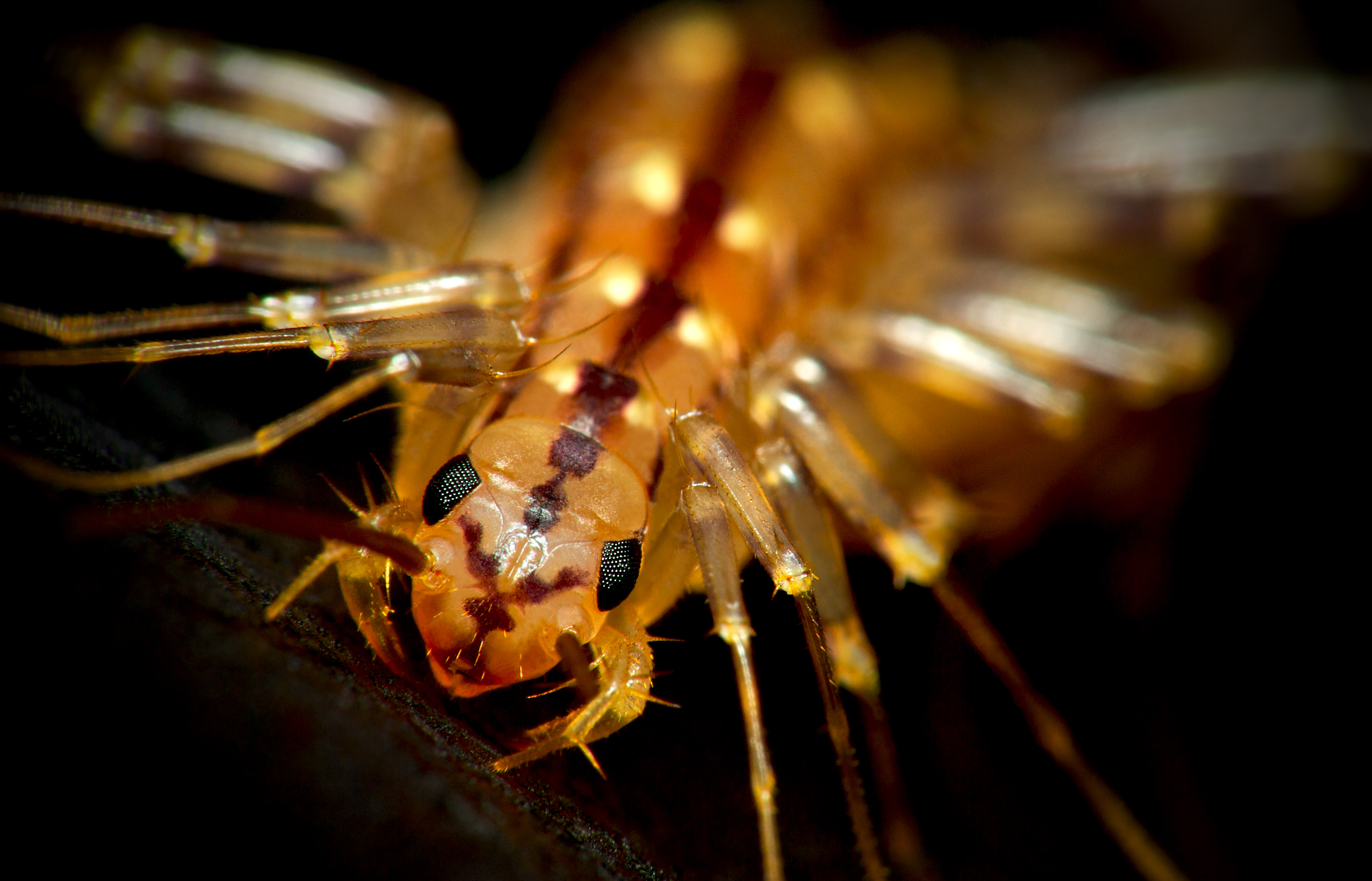
Scutigera coleoptrata, văzută din față

Corpul miriapodelor este divizat în două regiuni: cap și trunchiul (numit și torace) segmentat, clar delimitate.
Capul reprezintă regiunea anterioară, în formă de capsulă, alcătuită din acron și 3 - 4 segmente contopite. Pe partea dorsală a capului se află ochii simpli, anterior antenele, iar ventral orificiul și piesele bucale. Piesele aparatului bucal sunt mandibulele (superior) și maxilele (inferior), numărul lor este diferit. La unii reprezentanți orificiul bucal este precedat de o formațiune chitinizată, numită buza superioară. Mandibulele și membrele celui de al doilea segment al capului prezintă structuri zimțate implicate în fărâmițarea hranei. La membrii claselor Pauropoda și Diplopoda se observă gnatochilariul, situat posterior față de buza superioară.
Trunchiul este alcătuit dintr-un număr variat de segmente, fiecare purtând câte o pereche de membre. La unele miriapode segmentele sunt duble contopite, creând impresia că fiecare segment are un număr dublu de membre. Membrele primului segment este foarte scurt, la chilopode numindu-se maxilipede (folosite la prinderea și omorârea prăzii). Celelalte membrele sunt implicate în locomoție, copulare. Corpul miriapodelor este acoperit cu o cuticulă chitinizată, uneori încrustată cu săruri de calciu.

## Anatomie
Cavitatea internă a corpului miriapodelor se numește mixocel. Sistemul nervos este alcătuit din creier slab dezvoltat, conective perifaringiene și lanțul nervos ventral. Lanțul este compus din câte unul sau doi ganglioni în fiecare segment. Lichidele interne sunt pompate de o inimă tubulară dorsală. Inima este împărțită în camere ce corespund fiecărui segment. Fiecare cameră are câte două osteole. Anterior de la inimă pleacă spre creier o aortă cefalică, iar lateral câte 1 - 2 arterii laterale. Vasele sangvine se deschid în mixocel, de unde prin osteole hemolimfa ajunge înapoi în inimă. Respirația are loc prin trahei - tuburi interne. Traheile se deschid în exterior prin stigme, situate ventral în fiecare segment. Tubul digestiv este constituit din mai multe regiuni. Anterior, după gură se află esofagul (intestin anterior) continuat de intestin mediu puternic dilatat, intestin posterior și se termină cu anus. În cavitatea bucală se deschid glandele salivare pare. Excreția e realizată de tuburile lui Malpighi - tuburi ce plutesc în cavitatea corpului și se deschid la limita dintre intestinul posterior și mediu. Funcțiile excretoare mai sunt efectuate și de alte structuri: corp adipos, celule limfatice etc.

## Reproducere
Miriapodele sunt animale unisexuate, cu fecundație externă. Gonadele (ovarele și testiculele) sunt pare sau contopite, în dependență de clasă. Gonoductele sunt impare, însă spre ieșire ele se ramifică în două. Se deschid gonoductele în al treilea segment. La chilopode este invers, anterior gonoductele sunt duble, apoi se unesc. Împerecherea are loc prin transferul spermatoforului de către mascul femelei. Ouăle depuse de femelă sunt bogate în vitelus nutritiv. Pentru aceasta masculii folosesc membre specializate, numite gopode. Dezvoltarea postembrionară decurge pe două căi. Prima, din ouă se dezvoltă un miriapod cu toate segmentele dezvoltate, semănând cu adulții. Acest tip de dezvoltare e întâlnit la genurile chilopode Geophilus și Scolopendra. A două cale se realizează prin anamorfoză. Adică, juvenili eclozează cu un număr redus de segmente și membre. Numărul lor se completează pe parcursul năpârlirilor.

## Ecologie
Miriapode se întâlnesc frecvent în pădurile umede, ele îndeplinind un rol important în descompunerea resturilor vegetale. Totuși se întâlnesc și specii care locuiesc în pășuni, în habitate semi-aride sau chiar în deșerturi. Un procentaj foarte mic din specii locuiesc pe litoraluri (găsite pe malurile mării). Majoritatea miriapodelor sunt detritivore, cu excepția chilopodelor, care sunt prădători nocturni. Pauropodele și simfilele sunt mici, uneori chiar de mărimi microscopice care seamănă superficial cu chilopodele și trăiesc în sol. În general, miriapodele sunt animale lucifuge, ziua ascunzându-se sub pietre, bușteni și scoarța copacilor.
Deși nu sunt considerate periculoase pentru om, multe milipede produc secreții toxice (adesea conțin benzochinone), care pot genera vezicule și modificarea culorii pielii. Chilopodele mari, totuși, pot mușca omul, și, deși mușcătura poate provoca dureri intense și disconfort, decesele sunt extrem de rare.

## Clasificare
În prezent, sunt patru clase de miriapode existente: Chilopoda, Diplopoda, Pauropoda și Symphyla, care conține un total de aproximativ 12 000 de specii și o clasă fosilă.

### Chilopoda

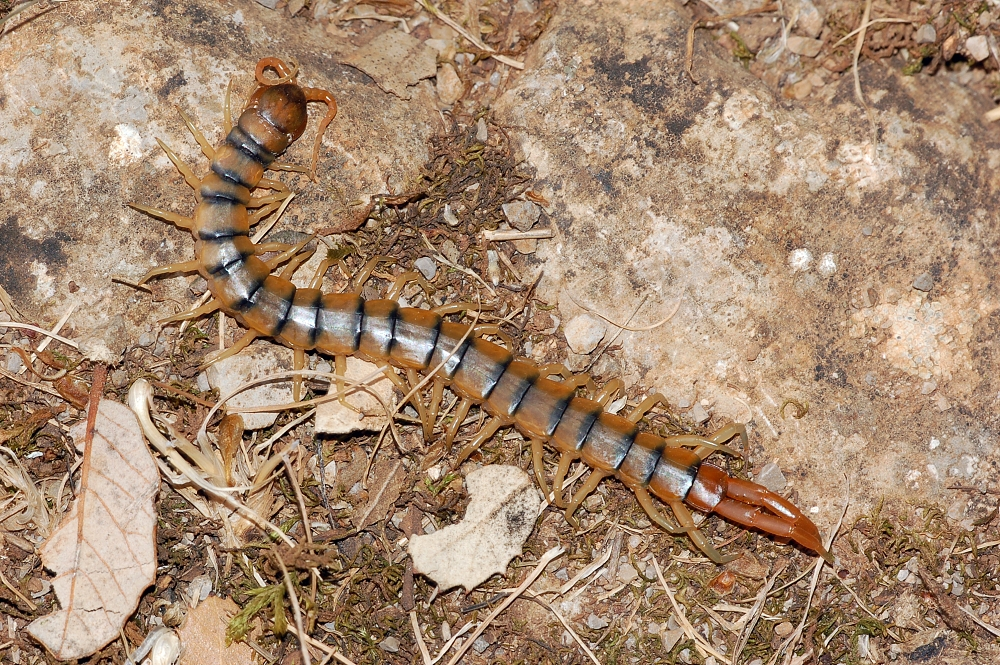
Scolopendra cingulata, un chilopod

Chilopodele sunt rapide, prădători, veninoase, vânători nocturni. Există aproximativ 3 300 de specii. Lungimea chilopodelor variază de la 12 mm (Nannarup hoffmani) până la 30 de cm (Scolopendra gigantea - unul dintre cele mai mare miriapode).

### Diplopoda

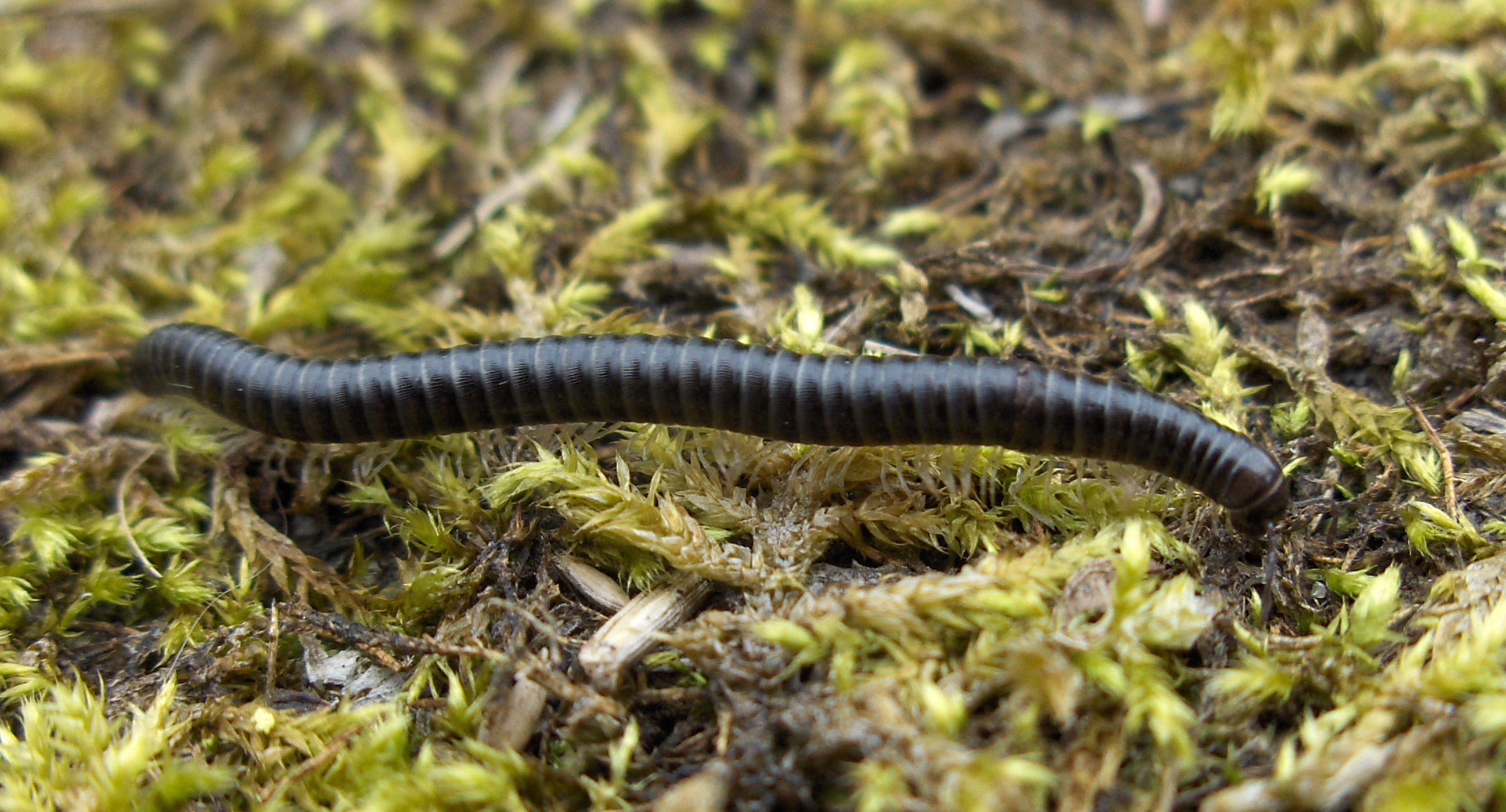
Tachypodoiulus niger, un diplopod

Cele mai multe diplopode sunt mai lente decât chilopodele, și se hrănesc cu frunze în descompunere. Ele se disting prin fuziunea segmentelor perechi într-o singură unitate, astfel că la prima vedere se pare că fiecare segment are câte două membre. Clasa cuprinde circa 8000 de specii descrise, ceea ce reprezintă o zecime din numărul total de miriapode. Specia Illacme plenipes are cel mai mare număr de picioare - 750. Majoritatea diplopodelor au  în jur de 36 și 400 de picioare.  

### Symphyla

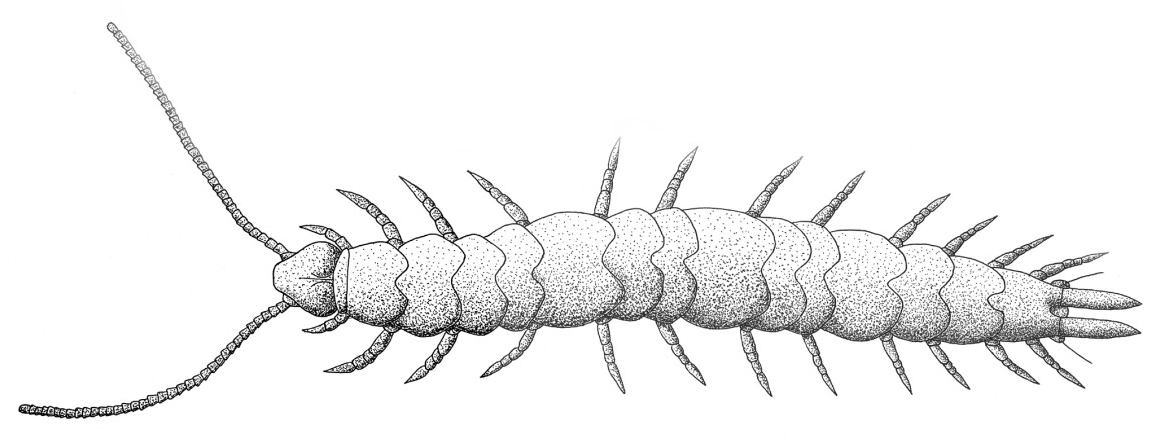
Scutigerella immaculata, o simfilă

În prezent sun descrise aproximativ 200 de specii la nivel mondial. Ele se aseamănă cu chilopodele, dar sunt mai mici și mai translucide. Mulți își petrec viața în solului, dar sunt și specii arboricole. Juvenilii la eclozare au doar șase perechi de picioare, dar pe parcursul vieți se adăugă câte un segment și pereche de membre la fiecare năpârlire.

### Pauropoda

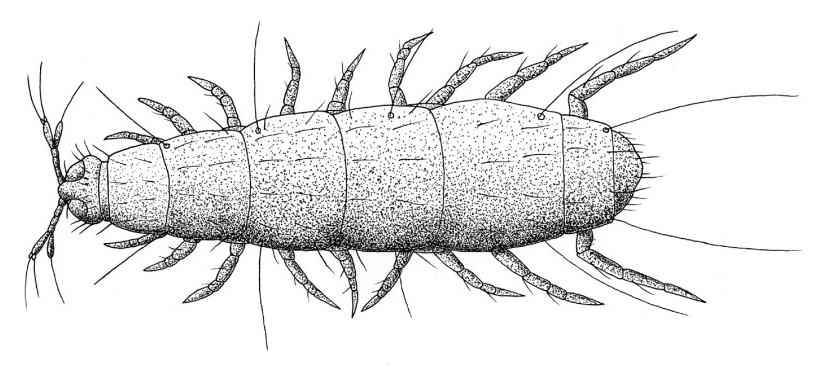
Pauropus huyxleyi, un parapod

Pauropoda este un alt mic grup de miriapode extrem de mici. Acestea sunt de obicei 0,5-2,0 mm lungime și habitează în sol. Au fost descrise peste 700 de specii.  

### Arthropleuridea
Artropleuridele au fost miriapode antice, care acum nu mai există. Membru al acestui grup a fost miriapodele supergigantice din genul Arthropleura. Aceștia au fost, probabil, erbivoare și ajungeau până la 3 metri lungime. După unii autori artropleuridele reprezintă o subdiviziunea a chilopodelor.